# دونالد سترينجر
دونالد سترينجر (مواليد 6 أكتوبر 1928) هو مبارز بالسيف من المملكة المتحدة، مثّل بلاده في الألعاب الأولمبية الصيفية 1960.

## روابط خارجية
دونالد سترينجر على موقع أوليمبيديا (الإنجليزية)